# Wim Hora Adema
Wim Hora Adema (14 de julio de 1914 – 10 de diciembre de 1998) fue una escritora holandesa de literatura infantil y feminista, destacada por ser la cofundadora de Opzij, una revista mensual feminista radical creada en 1972. Es una de las activistas más relevantes de la segunda ola del feminismo holandés.

## Trayectoria
Adema comenzó su carrera en el periódico liberal de Ámsterdam Algemeen Handelsblad. En 1939 fue nombrada editora de la sección nacional donde trabajó hasta 1941, cuando dimitió como protesta contra las medidas antijudías tomadas en el periódico. Durante la Segunda Guerra Mundial, participó activamente en la resistencia holandesa, contactando así con el grupo que publicaba Het Parool, un periódico de resistencia ilegal.

### ParoolyVoor de vrouw: 1940 a 1950
Después de que terminó la guerra, Het Parool la contrató como editora de noticias nacionales. Tres años después, en 1948, Gerrit Jan van Heuven Goedhart, editor en jefe de Het Parool, le encargó editar una página dirigida a mujeres y niños, llamada Voor de vrouw (maar voor haar niet alléén... ) ("para la mujer, pero no sólo para ella"). que también publicó reseñas de libros para niños. En ese período compartió mesa de redacción con autores como Gerard Reve, Henri Knap y Simon Carmiggelt, y fue una de las personas en Amsterdam alrededor de las cuales se centró la vida literaria. Entre quienes colaboraron en esta "legendaria" sección estaba la propia Hora Adema, así como a escritoras y periodistas como Annie MG Schmidt, Jeanne Roos y Harriët Freezer ; durante casi 20 años, Fiep Westendorp ilustró la columna con dibujos en blanco y negro que situaban la posición de la mujer en la sociedad. Adema trabajó para Het Parool durante veintidós años, tiempo durante el cual colaboró con mujeres autoras e ilustradoras, entre ellas Schmidt, Westendorp, Freezer, Hella Haasse y Mies Bouhuys . En 1968 fue despedida por el editor en jefe Herman Sandberg, lo que causó revuelo e incluso provocó el despido de un editor en Vrij Nederland .

### Activismo feminista yOpzij, 1960 y después
En la década de 1960, Hora Adama llamó la atención escribiendo columnas de periódicos feministas. Con Hedy d'Ancona, Joke Smit, Hora Adema fundó Man Vrouw Maatschappij (abreviado MVM, y traducido como "Man Woman Society"), un grupo de acción feminista radical considerado la primera organización holandesa de feminismo de la segunda ola y activo hasta que se disolvió en 1988.
En 1972 fue cofundadora de la revista mensual feminista radical Opzij  (Muévete)  junto a la política y socióloga Hedy d'Ancona . Opzij es la única publicación que ha sobrevivido a la segunda ola del feminismo holandés y tiene un importante número de seguidoras. En 1972, la revista imprimía 1.700 ejemplares por mes; en 1992, había aumentado a 65.000, habiéndose desarrollado "de un folleto feminista radical a una revista de opinión feminista liberal con una gran dosis de interés humano". En 1992, d'Ancona y Adema recibieron el anillo Harriët Freezer, un premio otorgado a quienes contribuyen a la emancipación de la mujer, en por el trabajo en Opzij y otras contribuciones. En 2007 imprimía más de 94.000 ejemplares al mes, aunque hoy en día se considera una revista más convencional, centrándose más en la opinión general que en el activismo.

## Otras lecturas
- Boonstra, Bregje (1999). «In Memoriam Wim Hora Adema (1914-1998)». Literatuur Zonder Leeftijd 13: 87-88.
- Weterings, Eric-Jan (2006). Deurwaarder van de vriendschap. Wim Hora Adema (1914-1998). Amsterdam: Aksant. ISBN 978-90-5260-225-7.[13]